# Malakichthys elegans
Malakichthys elegans és una espècie de peix pertanyent a la família dels acropomàtids.

## Descripció
- Pot arribar a fer 20 cm de llargària màxima.
- La forma del cos i el color és similar a Malakichthys wakiyae i Malakichthys griseus però és més prim.
- 10 espines i 9-10 radis tous a l'aleta dorsal i 3 espines i 7 radis tous a l'anal.
- 10-15 vèrtebres.[5][6]

## Hàbitat
És un peix marí i batipelàgic que viu entre 165 i 208 m de fondària al talús continental i entre les latituds 26°N-32°S i 99°E-155°E.

## Distribució geogràfica
Es troba al Japó, Indonèsia i Austràlia.

## Observacions
És inofensiu per als humans.